# Herminia fuliginea
Herminia fuliginea är en fjärilsart som beskrevs av George Francis Hampson. Herminia fuliginea ingår i släktet Herminia och familjen nattflyn. Inga underarter finns listade i Catalogue of Life.